# NGC 4425
NGC 4425 is een balkspiraalstelsel in het sterrenbeeld Maagd. Het hemelobject werd op 17 april 1784 ontdekt door de Duits-Britse astronoom William Herschel.

## Synoniemen
- UGC 7562
- MCG 2-32-59
- ZWG 70.91
- VCC 984
- PGC 40816